# Jón Kalman Stefánsson

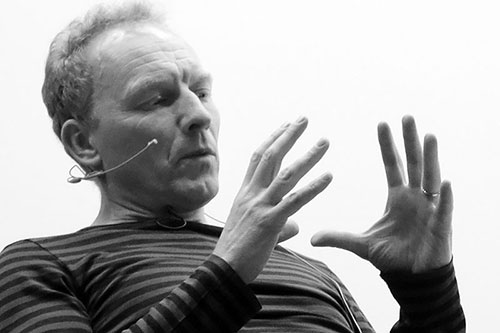

Jón Kalman Stefánsson (Reykjavík, 1963. december 17. –) izlandi költő, író.

## Életrajz
Jón Kalman Reykjavíkban született, ott és Keflavíkban nőtt fel. 1975 és 1982 között Nyugat-Izlandon élt, ahol a gimnázium elvégzése után különböző munkahelyeken dolgozott.
1986 és 1991 között irodalmat tanult az Izlandi Egyetemen. Ez idő alatt gimnáziumokban tanított, és cikkeket írt az izlandi Morgunblaðið napilapnak. 1992 és 1995 között különböző munkákból élt Koppenhágában. Ezt követően visszatért Izlandra, és könyvtárosként dolgozott a mosfellsbæri könyvtárban. Azóta íróként és költőként tevékenykedik Izlandon.
2007-ben Nyári fény, aztán leszáll az éj című regényéért elnyerte az Izlandi Irodalmi Díjat. 2017-ben A halaknak nincs lábuk című regényét jelölték a Nemzetközi Booker-díjra. Négyszer jelölték az Északi Tanács Irodalmi Díjára.

## Bibliográfia

### Regények
- Skurðir í rigningu (1996) Magyarul: Árkok az esőben (2024)
- Sumarið bakvið Brekkuna (1997)
- Birtan á fjöllunum (1999)
- Ýmislegt um risafurur og tímann (2001) Magyarul: Gondolatok a mamutfenyőkről és az időről (2023)
- Snarkið í stjörnunum (2003) Magyarul: Csillagok sercegése (2022)
- Sumarljós og svo kemur nóttin (2005) Magyarul: Nyári fény, aztán leszáll az éj (2021)
- Himnaríki og helvíti: Magyarul: Menny és pokol-trilógia (2019)
  - I. Himnaríki og helvíti (2007) Magyarul: Menny és pokol
  - II. Harmur englanna (2009) Magyarul: Az angyalok bánata
  - III. Hjarta mannsins (2011) Magyarul: Az ember szíve
- Fiskarnir hafa engar fætur (2013) Magyarul: A halaknak nincs lábuk (2018)
- Eitthvað á stærð við alheiminn: ættarsaga (2015) Magyarul: A mindenséghez mérhető (2020)
- Saga Ástu: Hvert fer maður ef það er engin leið út úr heiminum? (2017) Magyarul: Ásta avagy Hová menjen az ember, ha nincs kiút? (2021)
- Fjarvera þin er myrkur (2020) Magyarul: Hiányod maga a sötétség (2023)
- Guli kafbáturinn (2022)[6]

### Versek
- Með byssuleyfi á eilífðina (1988)
- Úr þotuhreyflum guða (1989)
- Hún spurði hvað ég tæki með mér á eyðieyju (1993)

## Magyarul megjelent művei
- Keflavík-duológia:
  - A halaknak nincs lábuk. Ford. Patat Bence. Typotex, Budapest, 2018
  - A mindenséghez mérhető. Ford. Patat Bence. Typotex, Budapest, 2020
- Menny és pokol-trilógia. Ford. Egyed Veronika. Jelenkor, Budapest, 2019
  - I. Menny és pokol
  - II. Az angyalok bánata
  - III. Az ember szíve
- Ásta avagy Hová menjen az ember, ha nincs kiút?; ford. Egyed Veronika; Jelenkor, Budapest, 2021
- Nyári fény, aztán leszáll az éj; ford. Patat Bence; Typotex, Budapest, 2021 (Typotex világirodalom)
- Csillagok sercegése; ford. Patat Bence; Typotex, Budapest, 2022
- Gondolatok a mamutfenyőkről és az időről; ford. Patat Bence; Typotex, Budapest, 2023 (Typotex világirodalom)
- Hiányod maga a sötétség; ford. Egyed Veronika; Jelenkor, Budapest, 2023
- Árkok az esőben; ford. Egyed Veronika; Jelenkor, Budapest, 2024
- Sárga tengeralattjáró; ford. Patat Bence; Jelenkor, Budapest, 2024

## Fordítás
- Ez a szócikk részben vagy egészben  a   Jón Kalman Stefánsson című angol Wikipédia-szócikk ezen változatának fordításán alapul.  Az eredeti cikk szerkesztőit annak laptörténete sorolja fel. Ez a jelzés csupán a megfogalmazás eredetét és a szerzői jogokat jelzi, nem szolgál a cikkben szereplő információk forrásmegjelöléseként.